# Solor
Bản mẫu:Bảng tóm tắt đảo
Solor là một đảo núi lửa nằm ở rìa phía đông của đảo Flores trong quần đảo Solor thuộc nhóm các đảo được gọi chung là quần đảo Nusa Tenggara (quần đảo Sunda Nhỏ) của Indonesia. Trên đảo này có một lượng nhỏ cư dân sinh sống bằng nghề săn bắt cá voi trong hàng trăm năm qua. Họ nói các thứ tiếng như Adonara và Lamaholot. Có ít nhất 5 núi lửa trên hòn đảo nhỏ với kích thước chỉ dài 40 km (25 dặm) và rộng tối đa 6 km (4 dặm) này. Đảo có diện tích 222 km².

## Lịch sử

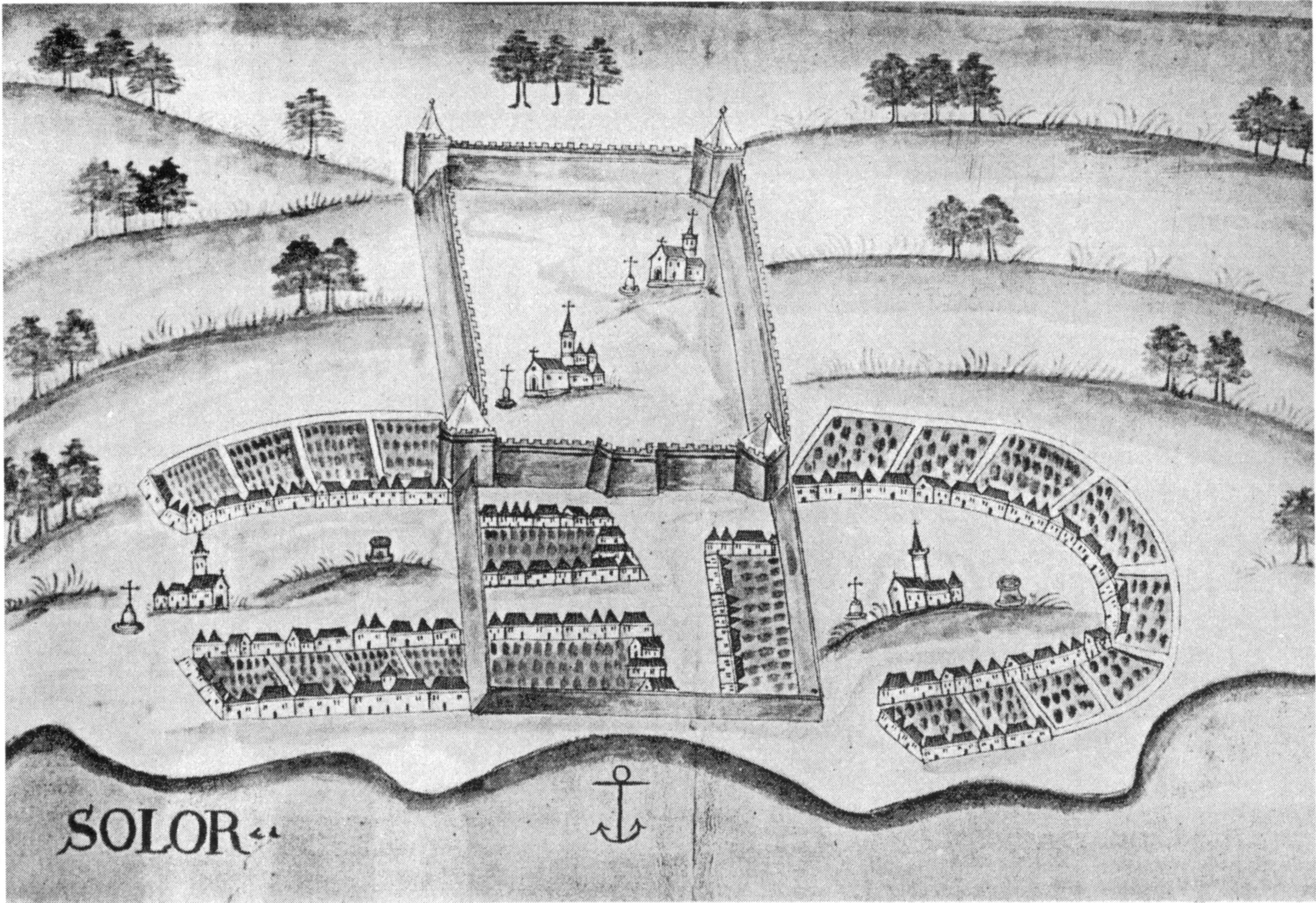
Pháo đài của người Bồ Đào Nha tại Solor

Năm 1520, người Bồ Đào Nha đã lập ra một trạm thương mại tại làng Lamakera ở phía đông đảo Solor như là một cảng trung chuyển giữa Maluku và Malacca. Năm 1562, các thầy tu của dòng Dominic đã xây dựng một pháo đài bằng thân dừa mà những người Java theo Hồi giáo đã đốt cháy vào năm sau đó. Pháo đài này được xây dựng lại bằng các vật liệu bền hơn (đá) vào năm 1566, với 50 khẩu đại bác, và các thầy tu dòng Dominic đã mở đầu quá trình Kitô giáo hóa dân cư địa phương. Vào năm 1590, dân cư người Bồ Đào Nha và cư dân theo Kitô giáo đạt tới 25.000 người. Khi đó tại đây có ttowis 5 nhà thờ đã được xây dựng.
Trong thế kỷ 16, các hành trình thương mại phụ thuộc hoàn toàn vào mùa. Các thuyền buôn rời Goa ở tây nam Ấn Độ từ tháng 9 khi có gió mùa thổi theo hướng nam. Đi qua eo biển Malacca (Malaysia) với hàng hóa Ấn Độ trên thuyền, họ dừng lại Java để trao đổi lấy tiền đồng Trung Hoa. Sau đó họ đi tiếp về phía đông tới đảo Sumbawa để trao đổi lấy gạo và vải bông, để sau đó tới quần đảo Banda và đảo Ternate đổi lấy các loại gia vị. Một số trong số những thuyền buôn này còn đi tiếp tới Solor và Timor để thu mua gỗ đàn hương. Từ tháng 5 tới tháng 9 các thuyền buôn lại theo gió mùa tây-nam qua eo biển Malacca trở về. Từ năm 1582, trị giá hàng hóa xuất khẩu hàng hóa từ Solor qua Malacca đạt tới 3.000-4.000 cruzado (tiền cổ Bồ Đào Nha thế kỷ 16-17) mỗi năm.
Tuy nhiên, tại đây cũng từng diễn ra những cuộc nổi dậy chống lại cả người Bồ Đào Nha lẫn tôn giáo của họ; chẳng hạn, trong các năm 1598-1599, người Bồ Đào Nha đã cần phải dùng tới cả hạm đội 90 tàu để dẹp tan cuộc nổi loạn của người Solor.
Vào thời gian đó cũng xảy ra mâu thuẫn giữa các thương nhân với các thầy dòng, vì thế các thương nhân đã rời bỏ Solor và định cư tại Larantuka trên đảo Flores. Khi người Hà Lan tới đây vào năm 1613, các thầy tu đã nhanh chóng đầu hàng sau cuọc tấn công đầu tiên và cũng bị chuyển tới Larantuka.
Người Hà Lan chiếm giữ pháo đài, nhưng không thiết lập trạm thương mại gần với cảng của người Bồ Đào Nha. Sau khi 2 viên chỉ huy đào ngũ chạy sang phía người Bồ Đào Nha thì họ đã từ bỏ Solor. Năm 1636, bị người Hà Lan tấn công nên người Bồ Đào Nha đã từ bỏ pháo đài. Năm 1646 người Hà Lan lại chiếm pháo đài một lần nữa. Vị chỉ huy mới đầu tiên đã bị đình chỉ chức vụ do ông này cưới một phụ nữ bản xứ. Vị chỉ huy thứ hai thác đấu với vị chỉ huy người Bồ Đào Nha và bị giết chết. Năm 1648, người Hà Lan rời đảo và các thầy tu dòng Dominic quay trở lại.

## Thị trấn và làng
- Aplame
- Balawelin
- Kelike
- Kukuwerang
- Lamakera
- Lamawolo
- Lewograran
- Liko